# 三和駅
三和駅（サンホーえき、さんわえき）は台湾台東県太麻里郷にあった台湾鉄路管理局南迴線の廃駅。

## 歴史
- 1988年1月1日 - 太麻里 - 知本間の南迴線部分開通に伴い「美和駅」として開業した[1][2]。
- 1992年10月5日 - 南迴線正式開業に際し、所在地が美和村ではなく三和村なので「三和駅」と改名した。この時に無人駅から三等駅となった[3]。
- 1997年10月1日 - 廃止された[4]。

## 駅構造
- 島式ホーム1面2線の地上駅。駅本屋側に側線2線を備えていた[5]。廃止後もホームは残っている[6]。

## 利用状況
年別利用推移は以下のとおり。
| 年   | 年間 | 年間 | 年間   | 年間   | 1日平均 | 1日平均 |
| 年   | 乗車 | 下車 | 乗降計 | 出典   | 乗車    | 乗降計  |
| ---- | ---- | ---- | ------ | ------ | ------- | ------- |
| 1992 | 343  | 28   | 371    | [ 7 ]  | 1       | 1       |
| 1993 | 333  | 257  | 590    | [ 8 ]  | 1       | 2       |
| 1994 | 580  | 227  | 807    | [ 9 ]  | 2       | 2       |
| 1995 | 704  | 127  | 831    | [ 10 ] | 2       | 2       |
| 1996 | 399  | 897  | 1,296  | [ 11 ] | 1       | 4       |

## 駅周辺
- 知本渓（中国語版）

## 隣の駅
台湾鉄路管理局
南迴線
太麻里駅 - 三和駅 - 知本駅